# Philippe Caillat
Philippe Caillat (* 7. Juni 1948 in Paris; eigentlich Philippe Caillat-Grenier) ist ein französischer Jazzgitarrist und Komponist des Fusion- und Modern Jazz. 
Caillat wurde an den Konservatorien von Paris und Montpellier, wo er als Jugendlicher mit seinen Eltern lebte, ausgebildet. Als professioneller Musiker ist er seit den 1970er Jahren aktiv und arbeitete zunächst in Rockbands wie Frob. Seit 1979 leitet Caillat eigene Projekte, mit denen er auch auf Tournee durch Frankreich, Mitteleuropa und Skandinavien war und zahlreiche Alben vorlegte. Er spielte mit Musikern wie Jasper van’t Hof, Charlie Mariano, Tony Lakatos, Joël Allouche, Jean-Louis Matinier, Doudou Gouirand, Nicolas Fiszman oder Philippe Allaert.
Caillat hat auch Filmmusiken komponiert. Er lehrte bis 1993 an der Ars-Nova-Hochschule in Paris und anschließend in Valenciennes sowie am Münchner Gitarren Institut (MGI) in Köln. 1997 wurde er von Glen Buschmann an die Dortmunder „Jazzakademie“ berufen. Mit Bea Lanfranchi verfasste er das Kochbuch „Rezepte zum Verlieben“ (2001).

## Diskographische Hinweise
- French Connection (1981)
- Melodic Travel (1989)
- Stream of Time (1992)
- Chansons sans parole (1999)
- Twist For Horse Riding Heroes (2012)
- Secret agent (2017)
- Acoustic travel (2021)

## Lexigraphische Einträge
- Martin Kunzler: Jazz-Lexikon. Band 1: A–L (= rororo-Sachbuch. Bd. 16512). 2. Auflage. Rowohlt, Reinbek bei Hamburg 2004, ISBN 3-499-16512-0.